# Martin Valley
Das Martin Valley ist ein Tal an der Nordküste Südgeorgiens im Südatlantik. Auf der Barff-Halbinsel verläuft es in nordost-südwestlicher Richtung zwischen der Rookery Bay und der Cumberland East Bay.
Das Tal war ursprünglich als Three Lakes Valley bekannt, das heute seine Entsprechung auf Signy Island im Archipel der Südlichen Orkneyinseln findet. Das UK Antarctic Place-Names Committee benannte es 1988 nach Stephen John Martin (* 1955) Leiter der Station des British Antarctic Survey in Grytviken von 1980 bis 1982.